# Life in the Streets
Life in the Streets är ett musikalbum av reggaemusikern Prince Ital Joe (1963–2001) och rapparen Marky Mark, utgivet den 29 juli 1994. För Prince Ital Joe var det debutalbumet.
Albumet genererade fyra singlar: "Life in the Streets", "Happy People", "Babylon" och "United".

## Låtlista
1. "Life in the Streets Intro" - 1:43
2. "United"  - 4:02
3. "Rastaman Vibration"- 3:35
4. "Happy People" - 3:58
5. "To Be Important" - 3:54
6. "In Love" - 3:40
7. "Babylon" - 3:54
8. "Love of a Mother" - 3:38
9. "Into the Light" - 3:56
10. "In the 90's" - 3:16
11. "Prankster" - 5:02
12. "Life in the Streets" - 3:44